# شوكت أباد (علي أباد كرمان)
شوکت أباد (بالفارسية: شوکت‌آباد) هي منطقة سكنية تقع في إيران في Aliabad Rural District. يقدر عدد سكانها بـ 341 نسمة .